# Selwerd (wijk)
Selwerd is een woonwijk in de stad Groningen en een buurt binnen de wijk Noordwest van de Nederlandse gemeente Groningen. Selwerd was oorspronkelijk de naam voor een gebied ten noorden van de stad Groningen. Sinds de jaren 1960 is een deel van dat gebied een woonwijk van de stad.

## Geschiedenis
Het historische Selwerd lag ten noorden van de stad Groningen, globaal gelegen tussen de Paddepoelsterweg en het Selwerderdiepje, met Wierum als de meest noordelijke punt. Uit de oudste bronnen die bekend zijn blijkt dat het toen een apart rechtsgebied is geweest. De prefect, de vertegenwoordiger van de Utrechtse bisschop in Groningen, was Heer van het landje.
Binnen dat gebied lag naast een kasteel ook een klooster dat hier tot 1584 stond. Het tracé van het Van Starkenborghkanaal heeft men in 1934 dwars door het terrein van het klooster gegraven. De noordelijke punt is nog te herkennen links van de weg van Groningen naar Adorp, waar de weg van het kanaal afbuigt. De zuidelijke punt ligt aan de andere kant van het kanaal bij de begraafplaats Selwerderhof. Dit terrein, met de bijnaam "De Huppels", is tegenwoordig goed te bekijken vanuit een kleine uitkijktoren, die is geplaatst aan de Laan naar het Klooster, een voormalige kleiweg die voorkomt op een kaart uit de 18e eeuw.
Selwerd werd later ook de naam van het gerecht in het Gorecht. De prefect kon zijn positie tegenover de stad niet handhaven. Zijn kasteel werd gesloopt en de stad nam feitelijk het gebied in handen, vanwege de band tussen Selwerd en het gerecht van Gorecht (de prefect had als vertegenwoordiger van het Sticht Utrecht ook de zeggenschap in dat gebied) werd Selwerd zelf, en het aangrenzende Paddepoel, uiteindelijk ook tot het Gorecht gerekend.
Selwerd behoorde tot de gemeentelijke herindeling van 1969 grotendeels bij Noorddijk.

## Woonwijk

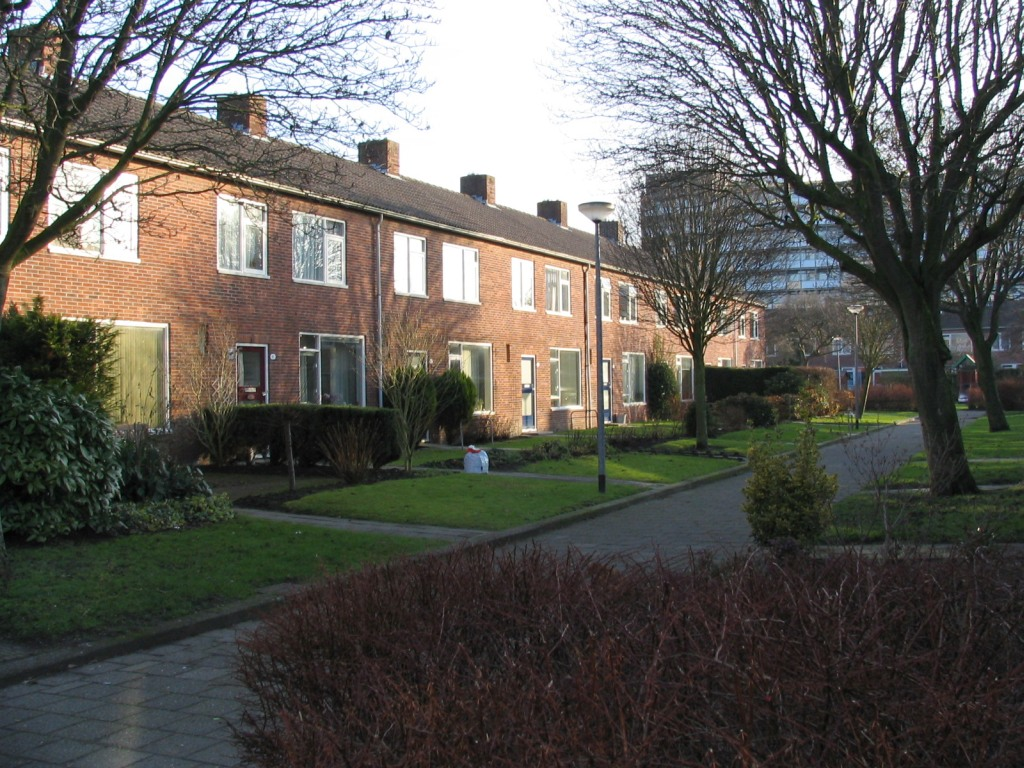
Een huizenblok aan de Prunusstraat in de wijk Selwerd

Ook de huidige woonwijk Selwerd van de stad Groningen behoort tot het gebied. Alle straatnamen in deze wijk zijn afgeleid van boomsoorten; de verschillende boomsoorten staan ook langs de betreffende straten. De wijk wordt begrensd door de ringweg aan de noordkant, aan de oostkant door de spoorlijn van het Noorderstation naar Sauwerd, een park in het westen en de Eikenlaan in het zuiden. Waar de Esdoornlaan de Eikenlaan kruist bevindt zich een bescheiden winkelcentrum.
De woonwijk is aangelegd in 1964; een paar jaar daarna, aan het eind van de jaren 60, werd begonnen met de bouw van de studentenflats Selwerd I, II en III. In de tweede helft van de jaren 90 zijn er nog een aantal nieuwe woningen en flatgebouwen, vooral seniorenwoningen, bijgebouwd.
De woonwijk kwam in 2017 in het nieuws in het kader van een project Right to Challenge (recht tot uitdagen), waarmee bewoners bepaalde gemeentelijke projecten kunnen overnemen.
1. ↑  Inclusief het A-kwartier, Academiekwartier, Bisschopskwartier en Ebbingekluft
2. ↑  Inclusief Ruskenveen
3. ↑  Euvelgunne en Roodehaan zijn onderdeel van de MEER-dorpen, maar vallen onder de wijk Zuidoost
4. ↑  Inclusief de subbuurten De Wierden (waaronder het bouwblok Heemwerd), Rietlanden en Reitdiephaven
5. ↑  Voorheen Korrewegwijk genoemd
6. ↑  Voorheen Korrewegbuurt genoemd